# Florea Voinea
Florea Voinea (* 21. April 1941 in Puchenii Moșneni, Kreis Prahova) ist ein ehemaliger rumänischer Fußballspieler. Er bestritt insgesamt 301 Spiele in der rumänischen Divizia A und der französischen Division 1.

## Karriere

### Vereine
Florea Voinea begann mit dem Fußballspielen in der Großstadt Ploiești in der Nähe seines Heimatortes. Dort kam er im Jahr 1956 in die Jugend von Petrolul Ploiești, wo ihm aber zunächst nicht der Sprung in die erste Mannschaft gelang, so dass er von 1959 bis 1961 seine ersten Einsätze für den Lokalrivalen Prahova Ploiești in der Divizia B hatte. Im Jahr 1961 kehrte er zu Petrolul zurück und bestritt am 20. August 1961 gegen CCA Bukarest (später Steaua Bukarest) sein erstes Spiel in der höchsten Fußballliga Rumäniens, der Divizia A.
Nachdem Voinea in der Hinrunde 1961/62 nur auf fünf Einsätze gekommen war, schloss er sich in der Winterpause Steaua Bukarest an, kam dort am auch kaum zum Zuge. Nach dem Gewinn des UEFA-Juniorenturniers im Sommer 1962 spielte diese Nationalmannschaft in der darauffolgenden Saison unter dem Namen Viitorul Bukarest in der Divizia A, so dass Voinea dorthin wechselte. Er kehrte aber schon während der Saison zu Steaua zurück und schaffte mit 14 Toren in 15 Spielen den Durchbruch, der am Ende der Saison mit dem Pokalsieg gekrönt wurde.
Voinea blieb Steaua fast acht Jahre lang treu. Während der Verein in dieser Zeit in der Divizia A großen Leistungsschwankungen unterworfen war und nur in der Saison 1967/68 die Meisterschaft gewinnen konnte, sprangen vier weitere Pokalsiege in den Jahren 1966, 1967, 1969 und 1970 heraus.
Im Jahr 1970 erhielt Voinea die Gelegenheit, ins Ausland zu wechseln, und schloss sich Olympique Nîmes in der französischen Division 1 an. Dort hatte er seinen Anteil an einem der erfolgreichsten Jahre der Klubgeschichte, als neben die Vizemeisterschaft in der Saison 1971/72 auch der Sieg im Coppa delle Alpi im selben Jahr heraussprang.
Nach zwei Jahren in Frankreich kehrte Voinea 1972 nach Rumänien zu Steaua zurück, konnte aber nicht mehr an frühere Leistungen anknüpfen, so dass er im Sommer 1973 zum Ligakonkurrenten CSM Reșița wechselte. Nach nur einem Jahr zog er zu Politehnica Timișoara weiter. Im Jahr 1975 wechselte Voinea zu UM Timișoara in die Divizia B, wo er ein Jahr später seine Karriere beendete. Später arbeitete Voinea als Sportlehrer und trainierte ab 1977 unterklassige Mannschaften. Von 1983 bis 1984 arbeitete er in Libyen. Mitte der 1990er Jahre war er Trainer von Steaua Mizil in der Divizia B.

### Nationalmannschaft
Voinea bestritt lediglich zwei Spiele für die rumänische Fußballnationalmannschaft, ohne jedoch ein Tor erzielen zu können. Sein Debüt hatte er am 28. November 1963 gegen Dänemark. Obwohl er zu den erfolgreichsten Torjägern der Divizia A zählte, wurde er danach nicht mehr berücksichtigt und kam nur noch zu einem weiteren Einsatz am 29. Oktober 1967 gegen Polen.

## Erfolge
- Rumänischer Meister: 1968
- Rumänischer Pokalsieger: 1962, 1966, 1967, 1969, 1970
- Jugend-Europameister: 1962
- Coppa delle Alpi: 1972
- Französischer Vizemeister: 1972

## Auszeichnungen
Am 25. März 2008 erhielt Voinea sowie die anderen noch lebenden Mitglieder des Aufgebots, welches den bis zu diesem Zeitpunkt einzigen Titel Rumäniens auf Nationalmannschaftsebene errungen hatte, von Staatspräsident Traian Băsescu den Verdienstorden „Meritul sportiv“ III. Klasse.